# Acer browni
Acer browni — вимерлий вид клена, описаний із серії ізольованих викопних листків і самарів. Вид відомий із відкладень раннього та середнього міоцену, відкритих у Західному Орегоні, штат Вашингтон, США та Північному острові Грем, Хайда-Гваї, Канада. Це один із кількох вимерлих видів секції Parviflora.

## Опис
Листки мають просту структуру, мають ідеальну актинодромусну структуру жилок і зазвичай мають сплющену або широкоеліптичну форму. Листки 5-лопатеві з двома невеликими прикореневими частками, тоді як верхні бічні частки становлять приблизно дві третини довжини середньої частки, а всі частки мають трикутну форму. Листки мають 5 первинних жилок і мають загальні розміри від 3.7 до 7.2 сантиметрів у довжину та від 2.9 до 6.0 сантиметрів у ширину. A. browni має дрібні зубці, тоді як частки мають чіткі та складні зв'язки вен, утворених з'єднанням двох зовнішніх вторинних жилок. Комбінація морфологічних ознак не зустрічається в жодному сучасному виді, окрім A. nipponicum, тому A. browni поміщається в секцію Parviflora. Самари A. browni мають помітно роздутий горішок і гостро розходяться вени, які рідко анастомують. Загальна форма горішка від круглої до еліптичної із середньою довжиною самари до 4.0 сантиметрів і шириною крил 1.2 сантиметра. Парні самари цього виду мають кут прикріплення від 25° до 30°, а дистальна частина горішка і крила утворюють чітку U-подібну неглибоку борозну.